# Herbert Aptheker
Herbert Aptheker (Brooklyn (New York), 31 juillet 1915 – Mountain View (Californie), 17 mars 2003) est un historien marxiste et militant politique américain.

## Biographie
Auteur prolifique, il a contribué à une cinquantaine d’ouvrages, principalement dans le domaine de l’histoire des États-Unis et plus particulièrement de l’histoire des Afro-Américains. Parmi les plus notables de ses publications figure sa Documentary History of the Negro People in the United States. Il a aussi édité la correspondance de l’historien américain W.E.B. DuBois, qui comptait au nombre de ses mentors.